# 強權即公理
強權即公理（Might is right），或稱強權就是真理，是關於道德起源的格言，其既具有描述性含義，又具有規范性含義。
從描述性來說，這句格言斷言一個社會的是非觀是由當權者決定的，其含義類似於「歷史由勝利者書寫」。換而言之，每個人都有自己的是非觀，但唯有那些能夠剋服障礙和敵人的強者，才能將自己的觀念付諸實踐，並將其標準在社會上廣泛傳播。William Pepperell Montague將kratocracy或kraterogracy（這兩個詞匯源於希臘語，意為「強大」）定義為基於強權的政府，由那些強大到能夠通過身體暴力或蠱惑人心的操縱來奪取控制權的政府。
「強權即公理」被描述為極權主義政權的信條。社會學家马克斯·韦伯在其著作《經濟與社會》中分析了國家權力與道德權威之間的關係。研究國際政治的現實主義學者使用這句話來描述權力決定主權國家之間關係的「自然狀態」。
從規範性來說，這句話的使用環境常常是貶義的，用來抗議人們所認為的暴政。
這句話有時在主僕道德說和社會達爾文主義的背景下具有積極內涵，持這種主張的人認為，一個社會最強大的成員理應統治並決定是非標準以及其更大利益的目標。